# Murad al II-lea
Murad al II-lea sau Koca Murad (limba turcă otomană: مراد ثاني, Murād-ı sānī; în poezia orientală sub numele de Muradî; n. iunie 1404, Amasya, Turcia – d. 3 februarie 1451, Edirne, Imperiul Otoman) a fost sultan al Imperiului Otoman între anii 1421 - 1451 (cu o întrerupere între 1444 și 1446).

## Biografie

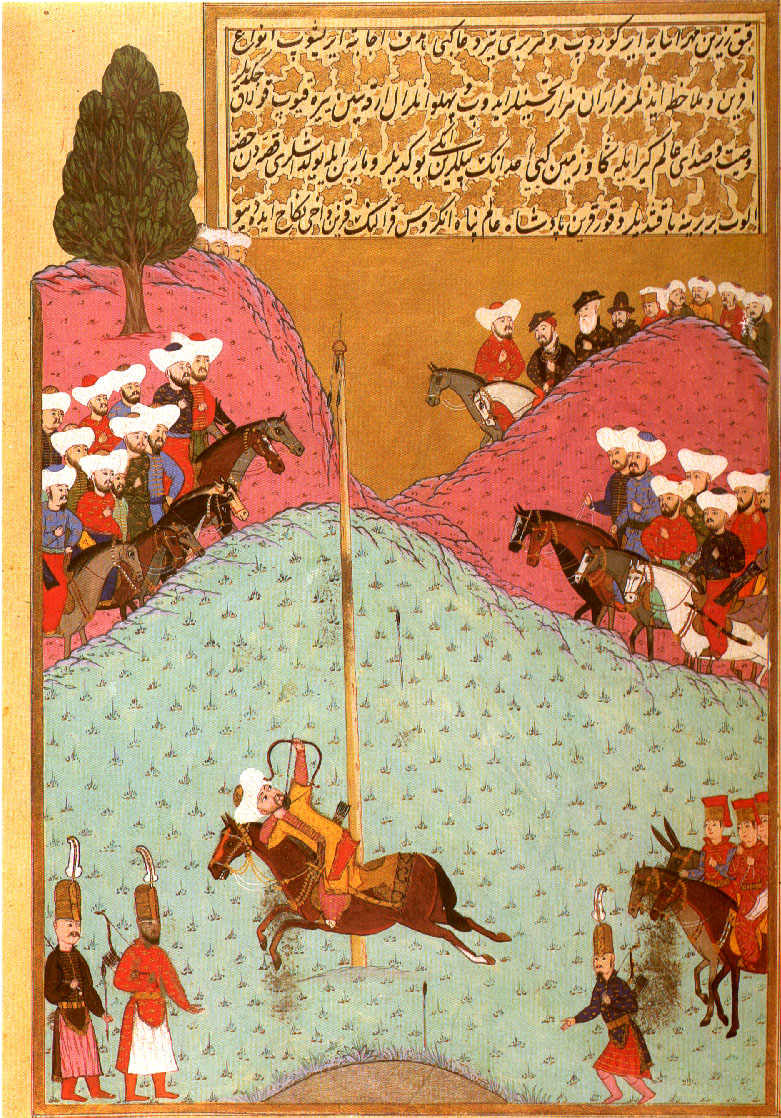
Sultanul Murad al II-lea

Murad al II-lea și-a petrecut copilăria în Amasya. Murad l-a urmat la tron pe tatăl său Mehmed I la vârsta de 19 ani.

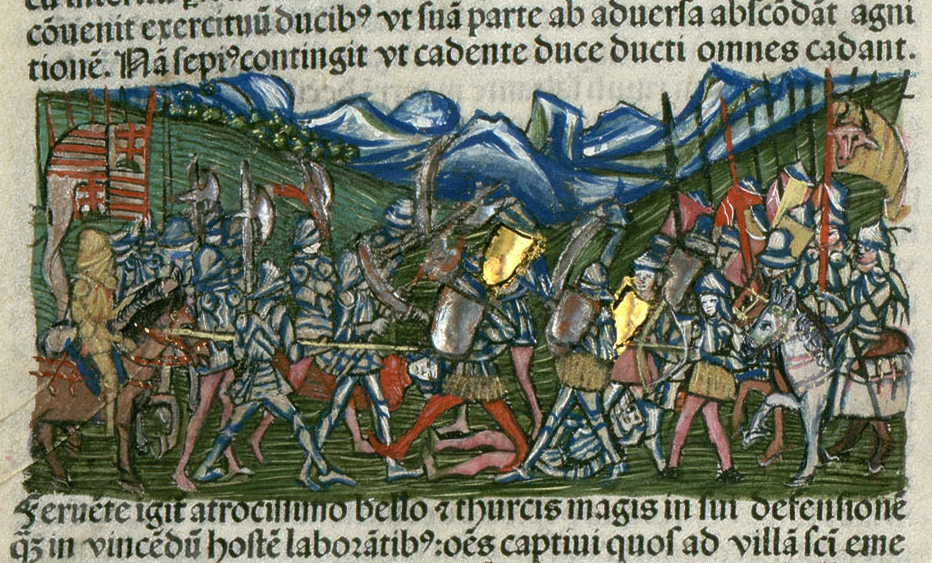
Bătălia de la Sibiu, victorie a lui Ioan de Hunedoara față de Murad.

Între 18-22 martie 1442, din ordinele lui Murad o armată, condusă de Mezid, beg al Vidinului, trece Dunărea și ia sub asalt Voievodatul Transilvaniei, condus la acel moment de voievodul Ioan de Hunedoara. Chiar dacă campania se încheie cu înfrângerea acesteia prin Bătălia de la Sibiu, campania este suficientă pentru a-i întări încrederea lui Murad asupra controlului său la nord de Dunăre, considerându-se adevăratul stăpân al Țării Românești.
În 1444 a obținut o victorie tactică la Zlatița, apoi a făcut planul luptei de la Varna (1444) și a celei de la Kosovo (1448).
A fost un bun orator care a preferat o viață liniștită. Și-a iubit mult fiul, viitorul Mahomed al II-lea Cuceritorul. A avut șapte soții și opt copii dintre care două fiice și șase fii: Mahomed, Ahmed, Alaeddin, Orhan, Hasan, Ahmed.